# Pusztai sas
A pusztai sas (Aquila nipalensis) a madarak (Aves) osztályának a vágómadár-alakúak (Accipitriformes) rendjébe, ezen belül a vágómadárfélék (Accipitridae) családjába tartozó faj.

## Előfordulása
Európa keleti részén, Ázsia sztyeppvidékén költ.  Telelni Irak és Irán irányában Szudánig vonul. A sík, fátlan vidéket kedveli.

## Kárpát-medencei előfordulása
Vadon Magyarországon csak kevés számú hitelesített előfordulása ismert, de állatkertekben megtalálható.

## Alfajai
- keleti pusztai sas (Aquila nipalensis nipalensis), Kelet-Ázsia
- nyugati pusztai sas (Aquila nipalensis orientalis), Délkelet-Európa, Közép-Ázsia

## Megjelenése
A madár testhossza kb. 62–74 centiméter, szárnyfesztávolsága pedig elérheti a 165–190 centimétert is. Testtömege 2,4-3,9 kg között változik, a nemek súlya nem egyforma, a tojók némileg robusztusabbak, nagyobb a súlyuk.
A pusztai sas tollainak színe a feketésbarna és barna között változik. A fiatal madarak nagyon jellegzetes széles fehér szalagot viselnek a szárnyuk alsó részén, ami a korral azután eltűnik. A szárny felső részén ez a csík vékonyabb. A szárny és a faroktollak feketésbarnák, míg a szárnyfedők, a hát, a fej és a has barna. Az idősebb sasok egyöntetű sötétbarnák, a tarkójukon egy világosabb sárgás foltot találhatunk.
|  |  |  |

## Életmódja
Húsevő, elsősorban ürgéket eszik, és más rágcsálókat és hüllőket, rovarokat, madarakat csak kisebb számban fogyaszt. Viselkedésükre fióka korukban a káinizmus jellemző. Egyes megfigyelések szerint Afrika déli részén a termeszeket is megeszi.

## Szaporodása
Költési területe a hegyes vidékeken van, egészen 2300 m magasságig is elterjedt. Fészkét általában a talajra rakja vagy a kisebb bokrokra, fákra. Élőhelyének megváltozása és az ember közelsége miatt, néha mesterséges építményekre is rak fészket. A szaporodási időszak április és július közé esik, de függ attól, hogy mennyire tápanyag gazdag a terület zsákmányállatokban. A tojó ilyenkor 2 tojást helyez el a fészekbe és ezen 45 napon keresztül kotlik. A kikelt fiókákat a szülők még kb. 60 napon át táplálják, addig, amíg azok a fészekben tartózkodnak. A fiókák nagyon agresszívek és egymástól is elveszik a táplálékot, ezt a jelenséget káinizmusnak nevezik.

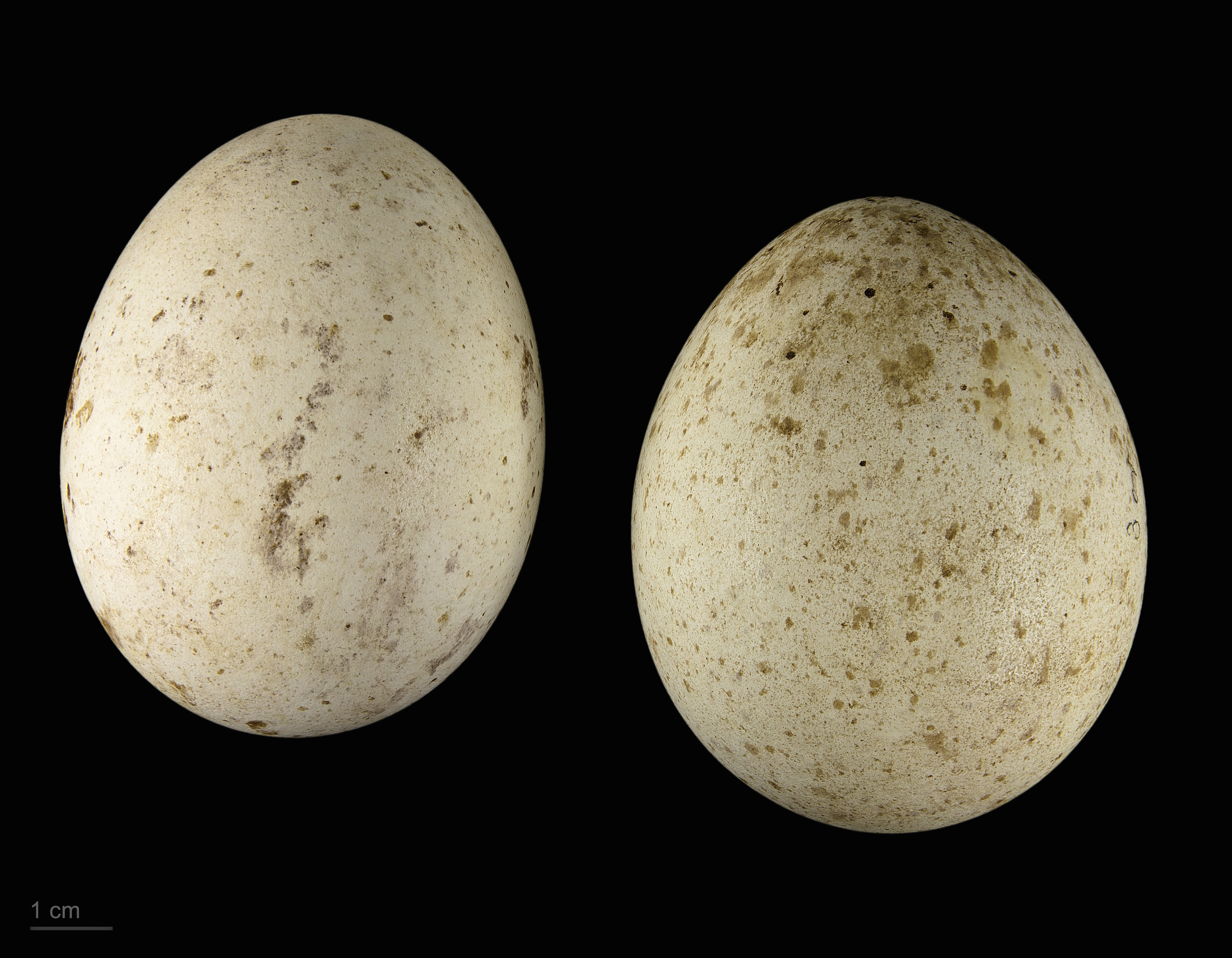
Tojásai

## Védettsége
A világon veszélyeztetett, Európában súlyosan veszélyeztetett fajként tartják nyilván. Magyarországon fokozottan védett, természetvédelmi értéke 250 000 Ft.
Összehangolt tenyésztéssel próbálják meg megmenteni a fajt. Európában az Európai Állatkertek és Akváriumok Szövetsége felügyelete alá tartozó Európai Veszélyeztetett Fajok Programja (EEP) keretében tenyésztik a faj egyedeit.